# Liebfrauenkirche (Sehlde)

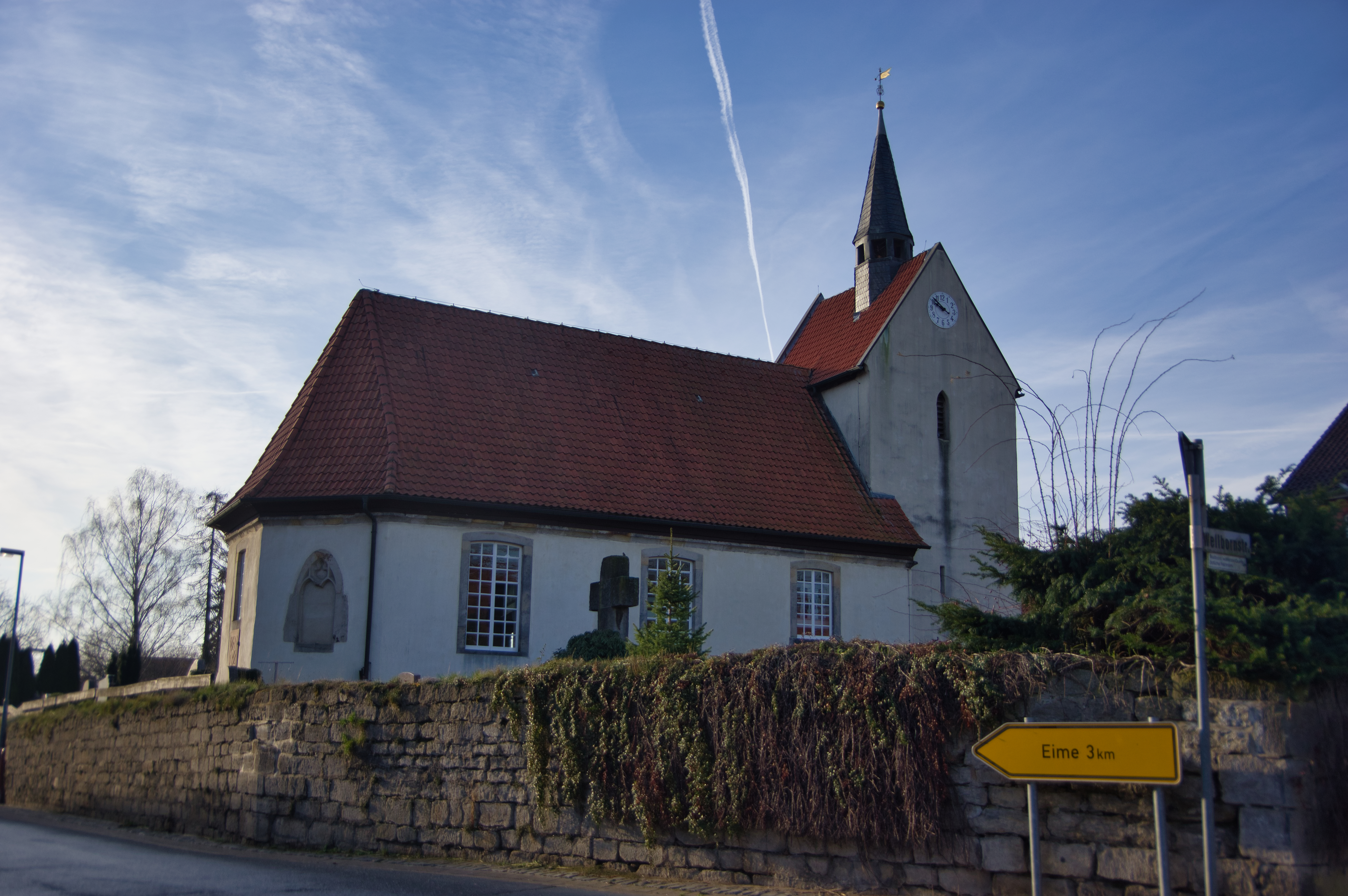
Liebfrauenkirche

Die evangelisch-lutherische, denkmalgeschützte Liebfrauenkirche steht in Sehlde, einem Ortsteil der Stadt Elze im Landkreis Hildesheim von Niedersachsen. Die Kirchengemeinde Sehlde hat sich mit der Kirchengemeinde Mehle zur Kirchengemeinde Urbani in Mehle zusammengeschlossen. Sie gehört zum Kirchenkreis Hildesheimer Land-Alfeld im Sprengel Hildesheim-Göttingen der Evangelisch-lutherischen Landeskirche Hannovers.

## Beschreibung
Die verputzte Saalkirche aus Bruchsteinen wurde in der 2. Hälfte des 15. Jahrhunderts errichtet. Der querrechteckige Kirchturm im Westen wurde vom Vorgängerbau, der um 1300 entstanden ist, beibehalten. Der Chor ist im Osten dreiseitig abgeschlossen. Die Gewände der Türen und der flachbogigen, hochsitzenden Fenster sind aus Sandstein. Der Turm ist quer zum Satteldach des Kirchenschiffs mit einem Satteldach bedeckt, aus dem sich ein achteckiger, schiefergedeckter Dachreiter mit offener Laterne erhebt. Das Kirchenschiff ist mit einem Satteldach bedeckt, das über dem Chor abgewalmt ist. Im obersten Geschoss des Turms befinden sich Klangarkaden, hinter denen sich der Glockenstuhl befindet, in dem zwei Kirchenglocken hängen, die eine wurde 1649 gegossen, die andere 1933 von der Radlerschen Glockengießerei. 
Der Innenraum ist mit einem verputzten hölzernen Tonnengewölbe überspannt. Der hölzerne Kanzelaltar wurde 1820 aus verschiedenen Teilen zusammengefügt. Sein Oberteil von 1710, es wird flankiert von hohen Pfeilern und gewundenen Säulen, zeigt den auferstandenen Jesus und Figuren von Moses und Johannes dem Täufer neben den Säulen. Die Säulen tragen das Gebälk mit dem Schalldeckel. Als Bekrönung oberhalb des Gebälks triumphiert Christus mit Weltkugel und Siegesfahne. Der fünfseitige Kanzelkorb stammt von 1606. An seiner Brüstung sind Gemälde mit den Evangelisten Markus, Lukas und Johannes. Die gotische Altarmensa steht auf gemauertem Stipes. Ein Bild vom Abendmahl stammt vom Ende des 16. Jahrhunderts. Das sechseckige Taufbecken ist mit 1620 datiert. 1833 wurde eine Orgel erworben, die Balthasar Conrad Euler erbaut hat. 1911 wurde hinter dem vorhandenen Prospekt eine Orgel mit 15 Registern, verteilt auf 2 Manuale und ein Pedal, von Faber & Greve errichtet.